# 松が丘 (相模原市)
松が丘（まつがおか）は、神奈川県相模原市中央区の町名。現行行政地名は松が丘一丁目から松が丘二丁目。住居表示実施済区域。

## 地理
中央区の南東部に位置し、南西に青葉、北西に弥栄、北東に大野台（中央区・南区）と接している。

## 世帯数と人口
2020年（令和2年）10月1日現在（国勢調査）の世帯数と人口（総務省調べ）は以下の通りである。
| 丁目         | 世帯数  | 人口  |
| ------------ | ------- | ----- |
| 松が丘一丁目 | 19世帯  | 45人  |
| 松が丘二丁目 | 150世帯 | 366人 |
| 計           | 169世帯 | 411人 |

### 人口の変遷
国勢調査による人口の推移。
| 年                 | 人口 |
| ------------------ | ---- |
| 1995年（平成7年）  | 500  |
| 2000年（平成12年） | 467  |
| 2005年（平成17年） | 444  |
| 2010年（平成22年） | 456  |
| 2015年（平成27年） | 422  |
| 2020年（令和2年）  | 411  |

### 世帯数の変遷
国勢調査による世帯数の推移。
| 年                 | 世帯数 |
| ------------------ | ------ |
| 1995年（平成7年）  | 151    |
| 2000年（平成12年） | 156    |
| 2005年（平成17年） | 163    |
| 2010年（平成22年） | 171    |
| 2015年（平成27年） | 159    |
| 2020年（令和2年）  | 169    |

## 学区
市立小・中学校に通う場合、学区は以下の通りとなる（2022年8月時点）。
| 番地 | 小学校               | 中学校                 |
| ---- | -------------------- | ---------------------- |
| 全域 | 相模原市立共和小学校 | 相模原市立由野台中学校 |

## 事業所
2021年（令和3年）現在の経済センサス調査による事業所数と従業員数は以下の通りである。
| 丁目         | 事業所数 | 従業員数 |
| ------------ | -------- | -------- |
| 松が丘一丁目 | 20事業所 | 325人    |
| 松が丘二丁目 | 13事業所 | 116人    |
| 計           | 33事業所 | 441人    |

### 事業者数の変遷
経済センサスによる事業所数の推移。
| 年                 | 事業者数 |
| ------------------ | -------- |
| 2016年（平成28年） | 36       |
| 2021年（令和3年）  | 33       |

### 従業員数の変遷
経済センサスによる従業員数の推移。
| 年                 | 従業員数 |
| ------------------ | -------- |
| 2016年（平成28年） | 438      |
| 2021年（令和3年）  | 441      |

## 交通

### 鉄道
町内に鉄道駅はない。

### 道路
町内を通る国道、県道はない。

## 施設
- ファミリーマート 松が丘二丁目店

## その他

### 日本郵便
- 郵便番号 : 252-0223[3]（集配局 : 相模原郵便局[14]）。